# Rubidiumpentasulfid
Rubidiumpentasulfid ist eine chemische Verbindung aus Rubidium und Schwefel.

## Herstellung
Rubidumpentasulfid kann aus Rubidiumsulfid und Schwefel in einer Wasserstoffatmosphäre hergestellt werden.

## Eigenschaften

### Physikalische Eigenschaften
Rubidiumpentasulfid kristallisiert im orthorhombischen Kristallsystem in der Raumgruppe P212121 (Raumgruppen-Nr. 19) mit den Gitterparametern a = 683,7 pm, b = 1784,5 pm, c = 663,3 pm, und 4 Formeleinheiten pro Elementarzelle.

### Chemische Eigenschaften
Beim Erhitzen von Rubidiumpentasulfid im Stickstoffstrom entsteht unter Freisetzung von verdampftem Schwefel Rubidiumtrisulfid Rb2S3, das rotgelbe, stark hygroskopische Kristalle bildet und einen Schmelzpunkt von 213 °C hat.
{\displaystyle \mathrm {Rb_{2}S_{5}\longrightarrow Rb_{2}S_{3}+2\ S} }
Beim Erhitzen im Wasserstoffstrom entsteht unter Entwicklung von Schwefelwasserstoff Rubidiumdisulfid, Rb2S2, dessen Schmelzpunkt bei 420 °C liegt, ebenfalls hygroskopisch ist und so wie das Trisulfid ein Monohydrat bildet.
{\displaystyle \mathrm {Rb_{2}S_{5}+3\ H_{2}\longrightarrow Rb_{2}S_{2}+3\ H_{2}S} }